# Edward Weissman
Edward Weissman-Zawidowski – poseł do Sejmu Krajowego Galicji III, IV i V kadencji (1870–1889), marszałek rady powiatowej gródeckiej, właściciel dóbr Zawidowice.
Wybrany w I kurii obwodu Lwów, z okręgu wyborczego Lwów.